# Tractat d'Altranstädt (1707)
per al tractat de pau entre Saxònia i Suècia que destronà August el Fort com a rei polonès, veure Tractat de Altranstädt (1706).
El Tractat o Convenció d'Altranstädt el signaren Carles XII de Suècia i Josep I del Sacre Imperi Romanogermànic el 31 d'agost de 1707. L'objectiu del tractat fou establir els drets dels protestants a Silèsia.

## Context històric
Mentre que la Reforma Protestant havia arrelat fortament a Silèsia, la Dinastia dels Habsburg havien sotmès la província a la contrareforma al llarg del segle xviii. Especialment a l'Alta Silèsia, aquesta política va tenir èxit: a inicis del segle xviii, gairebé la meitat de la població silesià era catòlica romana i unes 1.000 esglésies protestants havien estat rededicades al ritual catòlic romà. La Pau de Westfàlia (1648) protegia els protestants només en els ducats de Brieg, Liegnitz, Münsterberg, Öls, Wohlau i a la ciutat de Breslau. En els ducats de Jauer, Glogau i Schweidnitz, als protestants se'ls permetia mantenir tres "esglésies de pau" (Friedenskirchen) a fora de les muralles de la ciutat. Després de 1675, només a Breslau i al Ducat d'Oels escaparen de la contrareforma, les "esglésies de pau" foren dissoltes, malgrat les protestes de Suècia i dels estats de protestant del Sacre Imperi Romanogermànc.
Durant la Gran Guerra del Nord, Carles XII de Suècia desplaçà els seus exèrcits a través de Silèsia i ocupà l'Electorat de Saxònia, on força al seu adversari, l'elector Frederic August I de Saxònia, a firmar elTractat de Altranstädt (1706).

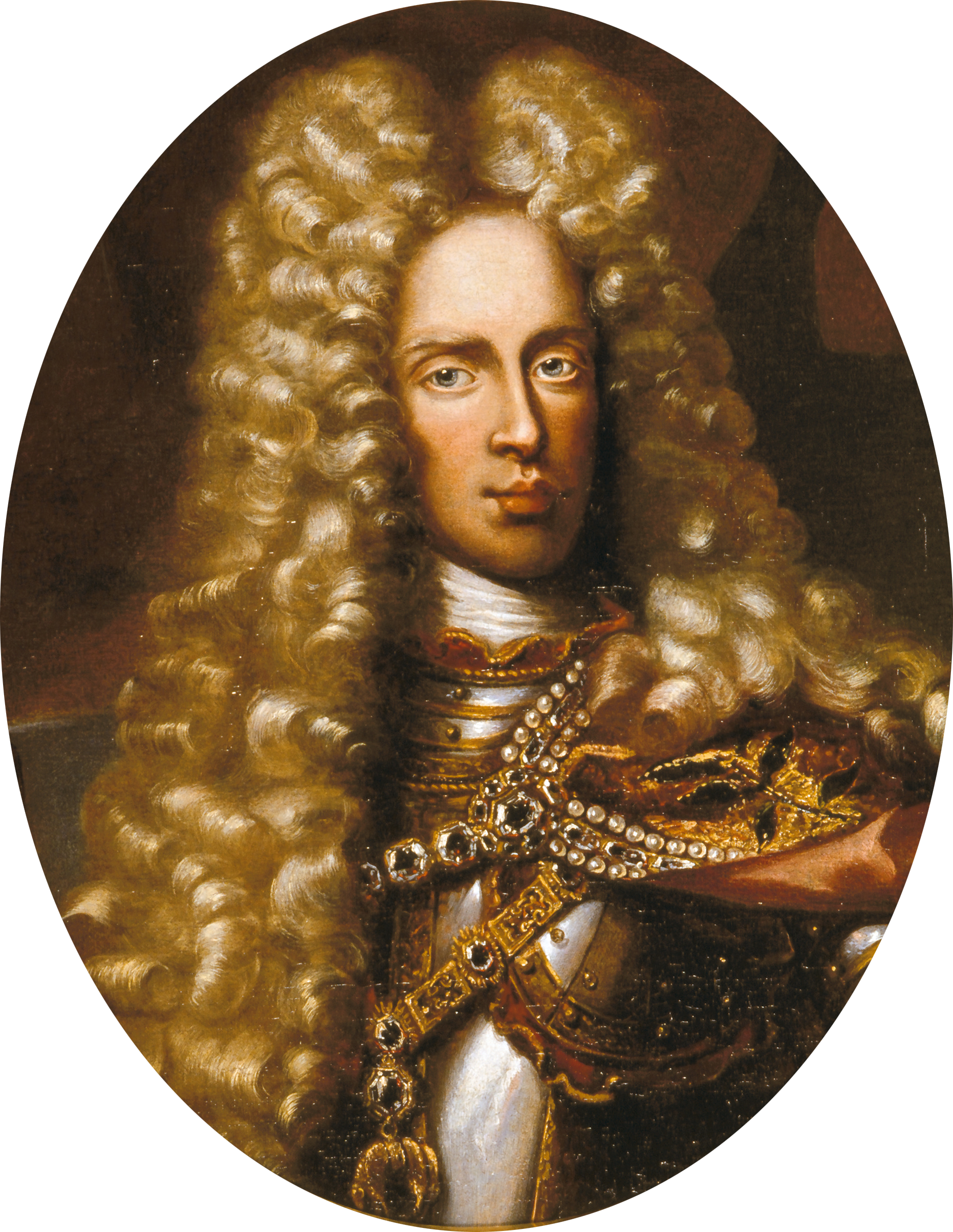
Josep I del Sacre Imperi Romanogermànic

## Termes i aplicació
Durant la seva estada a Altranstädt prop de Leipzig, Charles XII negocià un tractat amb l'emperador Habsburg. Josep acceptava tornar unes quantes esglésies a les comunitats de protestant, i permetre l'erecció de sis "esglésies de pau". Les "esglésies de pau" s'aixecaren a Freystadt, Hirschberg, Landeshut, Militsch, Sagan i Teschen, Es tornaven 125 esglésies. Josep prescindí d'altres polítiques contrareformistes. Tres consistoris protestants foren permesos, restaurant i establint el Luteranisme silesià.
El tractat es negocià a Altranstädt des de l'abril de 1707. Josep signà aquesta convenció per impedir l'entrada de Carles XII a la Guerra de Successió Espanyola al costat Francès, i mantenia polítiques catòliques romanes estrictes a les seves altres terres hereditàries. Quan Silèsia es convertia en una Província prussiana el 1742, el protestant Rei prussià, a la Pau de Breslau, protegí els drets dels catòlics romans i les seves possessions possessions.